# Chinese jaartelling
De Chinese jaartelling is een jaartelling uit de Chinese cultuur, die heden ten dage weinig meer gebruikt wordt.
Ten tijde van het Keizerrijk China bestond de jaartelling uit het zoveelste jaar van de jaartitel waaronder een keizer regeerde. Onder westerse invloed maakte begin 20e eeuw een nieuwe jaartelling opgeld, die begon met het eerste regeringsjaar van de Gele Keizer in 2639 v.Chr. Na de val van de Qing-dynastie en de oprichting van Republiek China werden officiële gebeurtenissen gedateerd als jaar van de Minguo (民國, de Republiek). Die periode begon op 1 januari 1912 en is te beschouwen als een jaartitel zonder keizer. Na de vestiging van de Volksrepubliek in 1949 werd dit systeem op het vasteland van China afgeschaft. Het wordt echter nog steeds gebruikt op Taiwan, zij het uitsluitend voor officiële aangelegenheden. Op Taiwan begon op 1 januari 2011 het 100e jaar van het tijdperk van de Republiek.
De meeste Chinezen gebruiken heden geen Chinese jaartelling. Zelfs de Chinese kalenders vermelden geen Chinese jaartelling. De Chinese jaartelling wordt voornamelijk gebruikt door een deel van de overzeese Chinezen. Zij gebruiken de jaartelling die begint met het eerste regeringsjaar van de Gele Keizer/Huangdi. Dat was volgens berekeningen die door Liu Xin aan het begin van onze jaartelling waren gemaakt het jaar 2698 v.Chr. Ook 2697 v.Chr. en 2637 v.Chr. worden genoemd. Daarom was het Gregoriaanse jaar 2000/2001 het Chinese jaar 4637, 4697 of 4698.

## Voetnoten
1. ↑  Barend J. ter Haar, Het hemels mandaat. De geschiedenis van het Chinese keizerrijk, 2018, p. 505